# P-7521
P-7521（化学名：3-(β-苯乙基)-9β-甲氧基-9α-(间-羟苯基)-3-氮杂二环[3,3,1]-壬烷）是一种含氮有机化合物，化学式C
23H
29NO
2，1980年代在中国研发，能作为阿片类止痛药。